# Kåtaberget
Kåtaberget este o arie protejată (arie specială de conservare — SAC, sit de importanță comunitară — SCI) din Suedia întinsă pe o suprafață de 11,6 ha, integral pe uscat.

## Localizare
Centrul sitului Kåtaberget este situat la coordonatele 64°50′09″N 18°48′28″E / 64.8358°N 18.8079°E.

## Înființare
Situl Kåtaberget a fost declarat sit de importanță comunitară în iunie 2001 pentru a proteja 2 specii de animale. Situl a fost protejat și ca arie specială de conservare în martie 2011.

## Biodiversitate
Situată în ecoregiunea boreală, aria protejată conține 1 habitat natural: Taiga vestică.
La baza desemnării sitului se află mai multe specii protejate de  nevertebrate (2): Stephanopachys linearis, Stephanopachys substriatus.